# Task Force 74
La Task Force 74 fue una fuerza operativa de la Marina de los Estados Unidos perteneciente a la Séptima Flota que fue desplegada en la Bahía de Bengala por la administración de Nixon en diciembre de 1971, en la cúspide de la guerra indo-pakistaní de 1971. Liderada por el portaviones USS Enterprise, el despliegue de la fuerza de trabajo fue visto como una demostración de fuerza de los Estados Unidos respecto al apoyo a las fuerzas del Pakistán Occidental, hecho que fue reivindicado por la India como una evidencia del apoyo de los Estados Unidos Pakistán, en un momento en que las fuerzas indias estaban cerca de capturar Daca. La fuerza operativa es ahora utilizada por la fuerza de submarinos de la Séptima Flota.